# Keuffel and Esser
La Keuffel and Esser Co., también conocida como K & E, fue una compañía fabricante y suministradora de utensilios y material de dibujo, fundada en 1867 por dos inmigrantes alemanes, William J. D. Keuffel y Herman Esser. Fue la primera compañía estadounidense especializada en estos productos.

## Historia
Keuffel and Esser comenzó vendiendo material de dibujo y suministros de delineación en Nueva York. En 1876, K & E inició la venta de instrumentos topográficos.
El edificio de cuatro alturas de la fábrica de la compañía en Hoboken, New Jersey, fue completado cuatro años más tarde, produciéndose el traslado en 1889. En 1892, se encargó a la empresa de arquitectura de De Lomos & Cordes la construcción de unas dependencias comerciales y oficinas en el n° 127 de la calle Fulton en Manhattan. La firma diseñó un edificio de ladrillo con detalles decorativos de terracota de ocho alturas en estilo neorrenacentista. El edificio se terminó de construir en 1893, y la compañía lo ocupó hasta 1961. Fue declarado Monumento de la Ciudad de Nueva York en 2005.
En la primera década del siglo XX, Keuffel and Esser introdujo una línea nueva de instrumentos topográficos basados en los trabajos de John Paoli, inmigrante italiano de Hoboken. En 1906 se construyó una nueva fábrica, que fue destinada al uso residencial en 1975, siendo el edificio añadido al Registro Nacional de Sitios Históricos el 12 de septiembre de 1985.

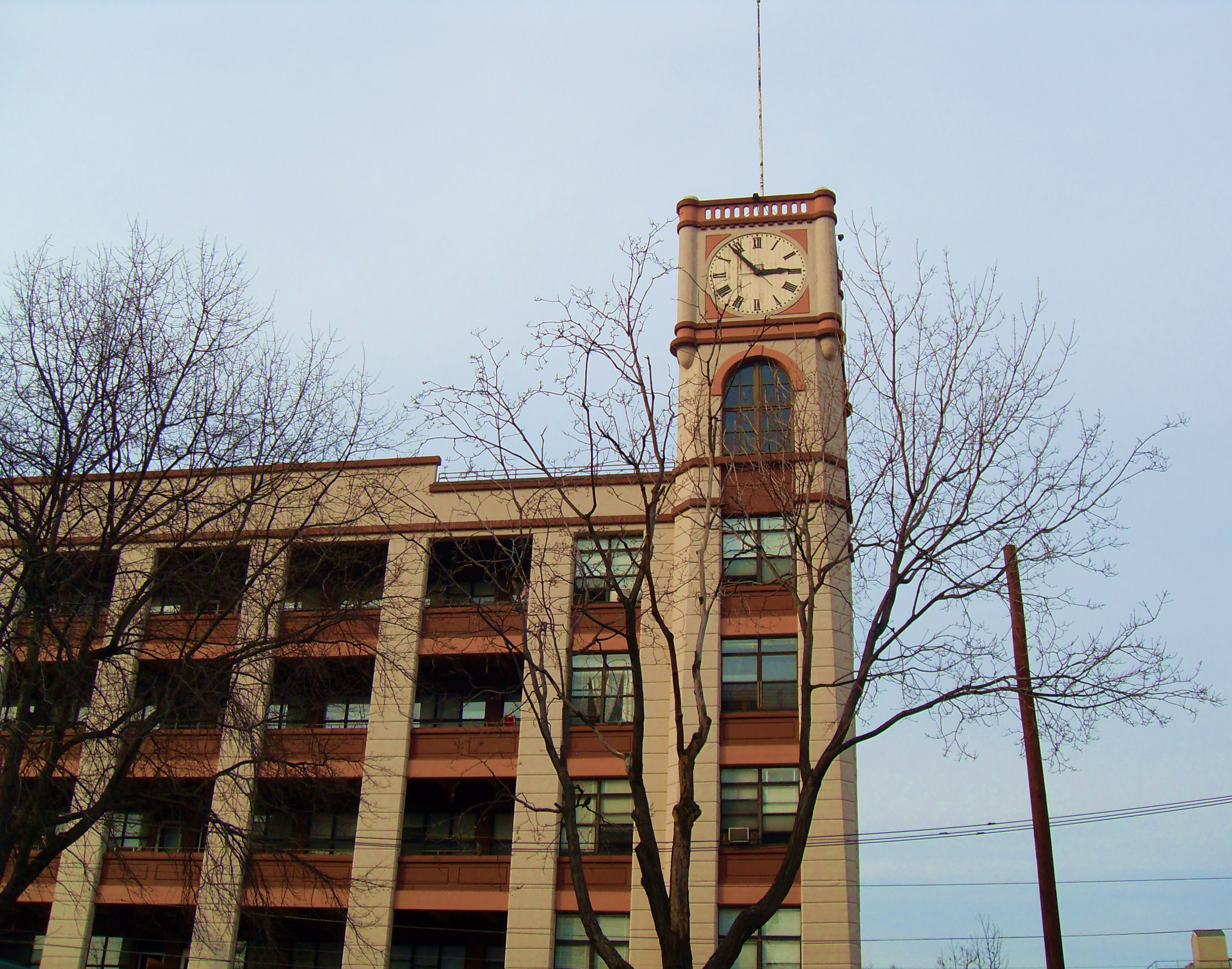
Complejo de Fabricación de Keuffel y Esser (Torres del Reloj) en Hoboken, Nueva Jersey

El Leroy K & E Controlled Lettering System era un novedoso sistema de rotulación técnica que utilizaba una serie de regletas con juegos de caracteres en bajorrelieve y un pequeño pantógrafo, lanzado por la compañía a mediados de la década de 1930. Este producto permitió mantener una importante cuota de mercado hasta la década de 1970, cuando la progresiva generalización de las técnicas de diseño asistido por ordenador, dejó obsoleta en muy poco tiempo la industria de los utensilios tradicionales de dibujo técnico.

Reglas de cálculo
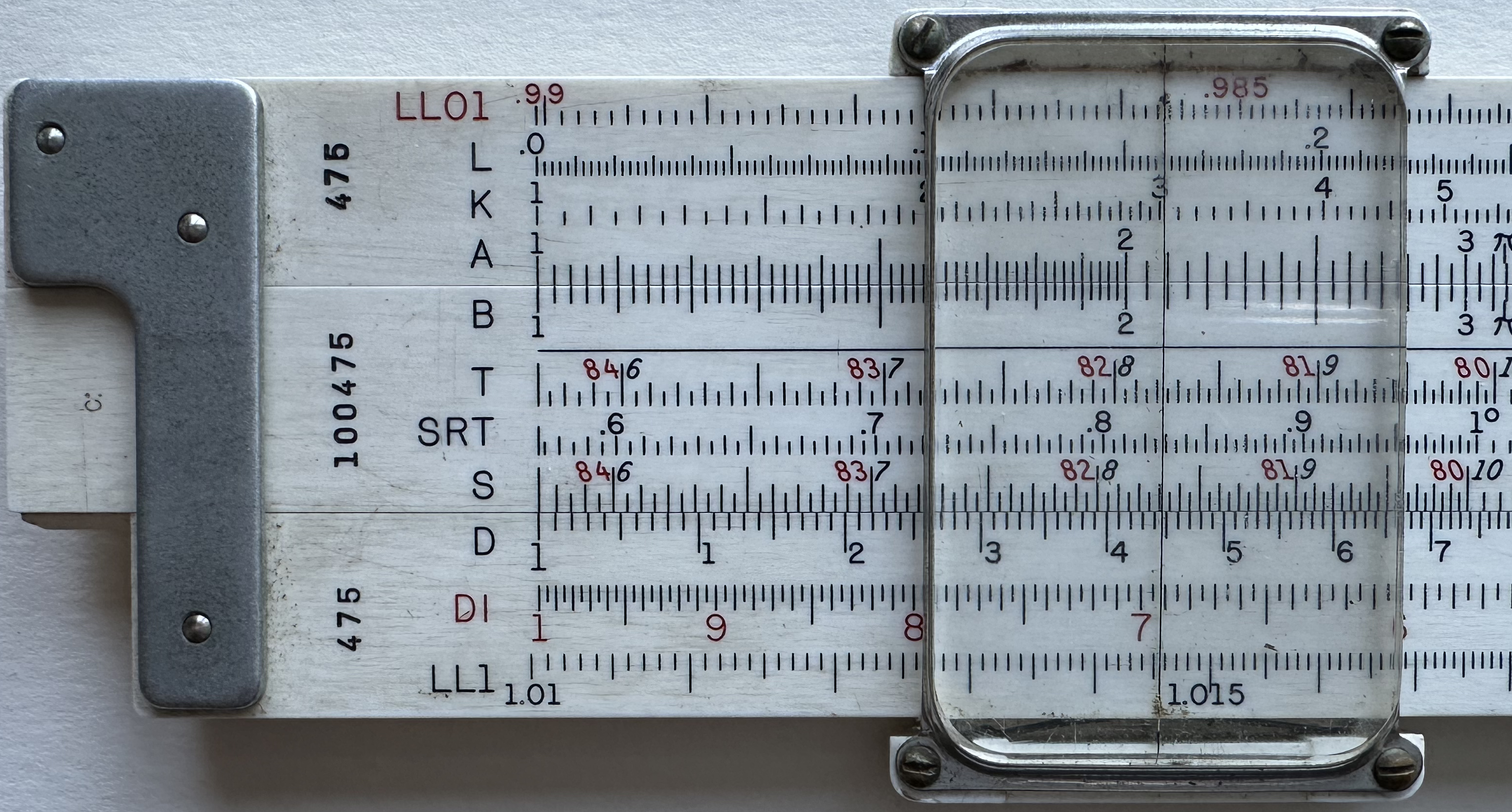
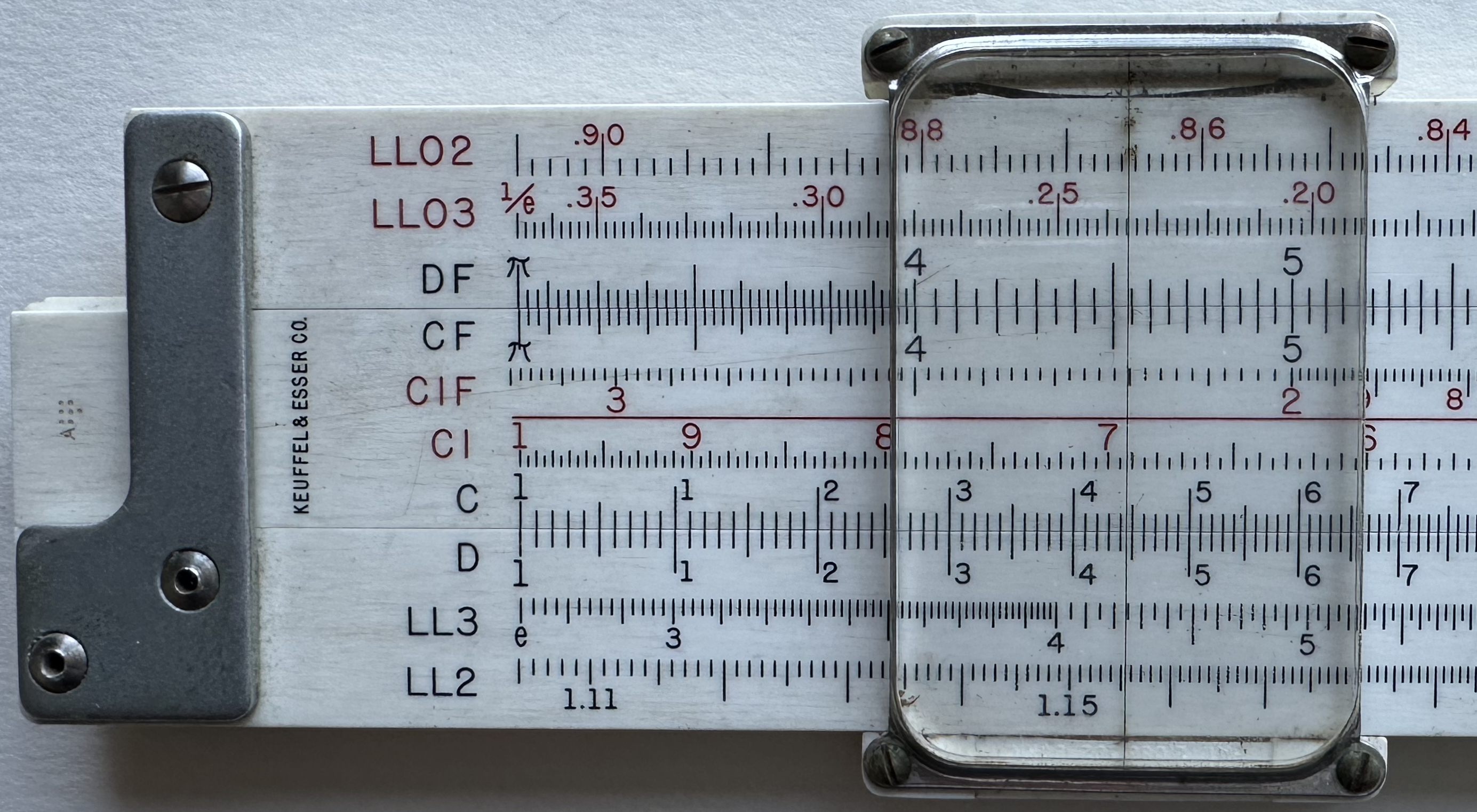

K & E adquirió Young & Sons de Filadelfia en 1918 y la convirtió en un departamento más de la empresa. En los años 1920, empezó a fabricar reglas de cálculo. La compañía también produjo en los años 1930 la denominada 4139 Cooke Radio Slide Rule, diseñada por Nelson M. Cooke, de la Escuela de Material Radiofónico de la Marina de los Estados Unidos, de la que se vendieron miles de unidades. La regla de cálculo K & E 4081-3 Log-Log Duplex Decitrig era un elemento indispensable para los alumnos y los profesionales de la ingeniería durante las décadas de 1940, 1950, y 1960. Durante la Segunda Guerra Mundial, la compañía fabricó instrumemtos de control del fuego para el gobierno de los EE. UU., recibiendo siete Premios a la Excelencia en la Producción por su trabajo.

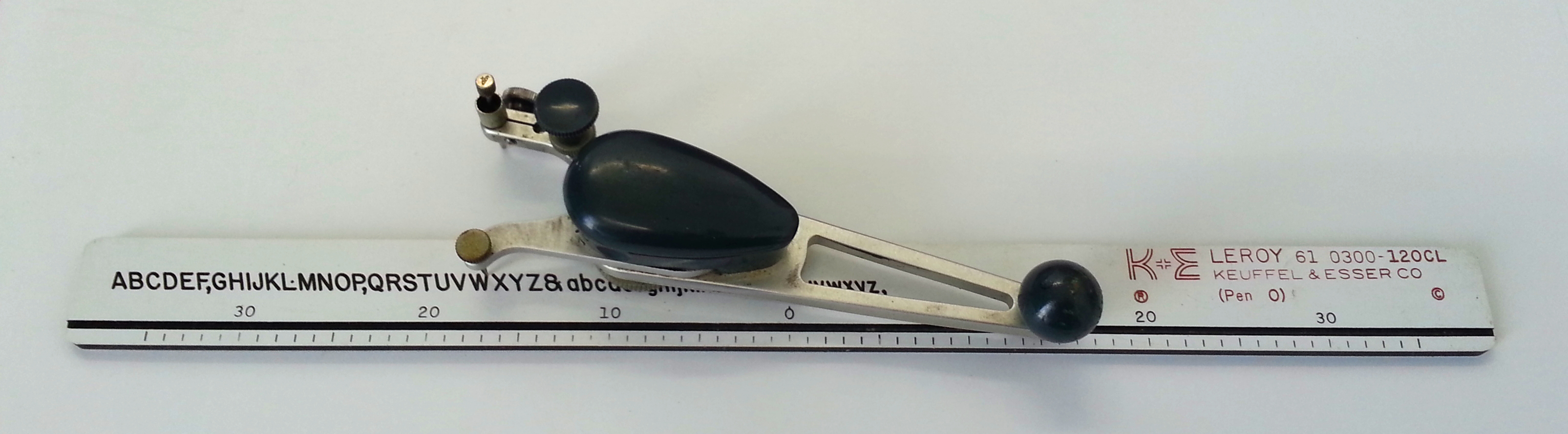
Sistema Leroy: pantógrafo y una regleta con los caracteres en bajorrelieve.

Con la introducción de las calculadoras electrónicas de bolsillo en la década de 1970, las reglas de cálculo también quedaron obsoletas. Estas reglas nunca habían sido un negocio muy provechoso para la empresa, por lo que inicialmente no le supuso un gran perjuicio interrumpir la línea de producción. Sin embargo, con una participación en el mercado cada vez más reducida debido a la sucesiva aparición de otros adelantos tecnológicos, la firma también tuvo que dejar de fabricar sus regletas de rotulación del sistema Leroy en 1975.

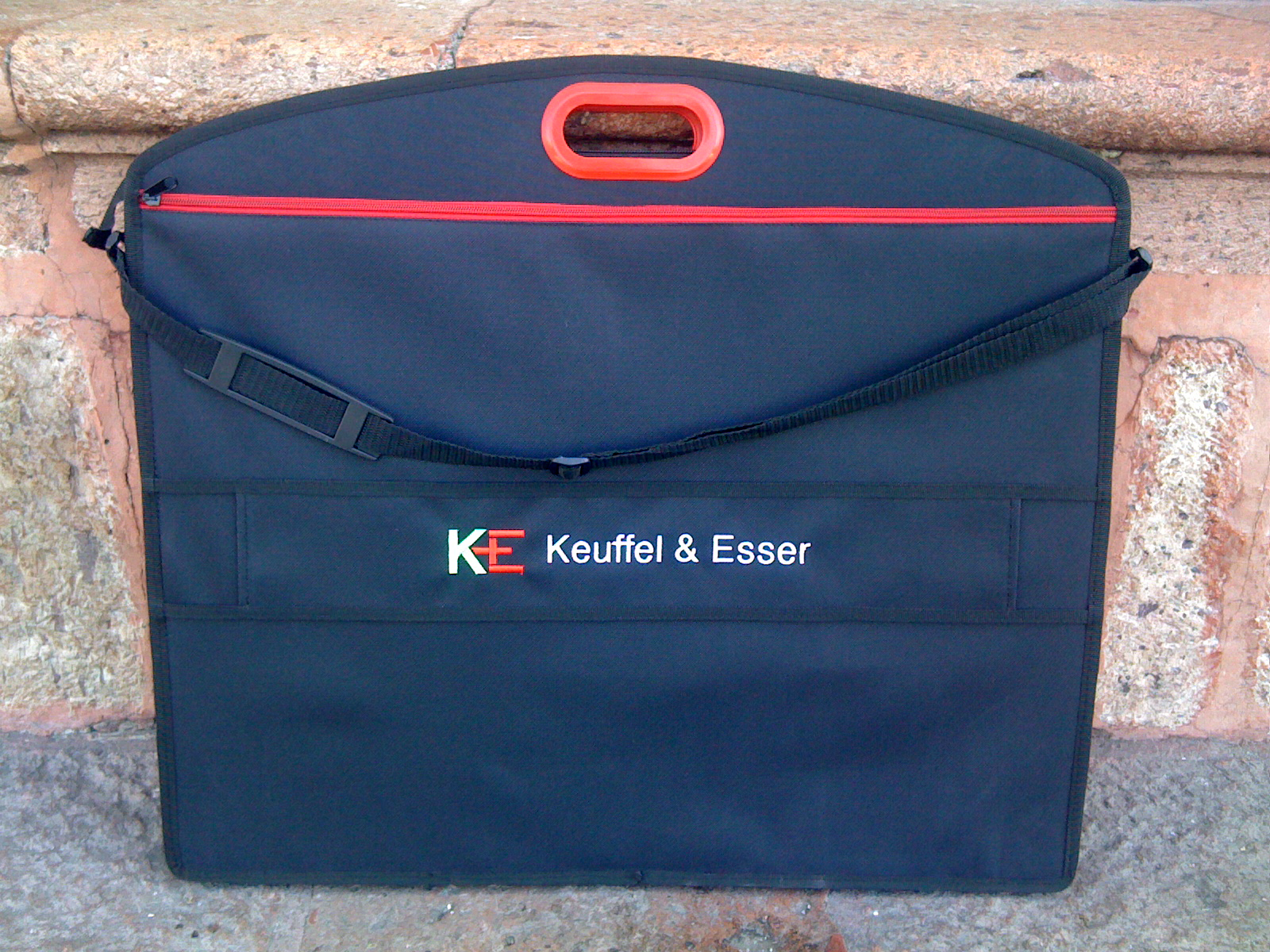
Portafolios para dibujos Keuffel & Esser de fabricación actual

En los años 1960, K & E tuvo una oficina en Montreal (Quebec), en el n°130 de Montée de Liesse, siendo uno de los proveedores principales de las empresas de ingeniería importantes de Quebec durante los años prósperos del final de la década de 1960, cuando la provincia estaba en plena fiebre de construcción de infraestructuras mientras se preparaba para la Expo 67.
Keuffel & Esser fue adquirida por AZON Corp. en 1987.